# Балінц (комуна)
Балінц (рум. Balinț) — комуна у повіті Тіміш в Румунії. До складу комуни входять такі села (дані про населення за 2002 рік):
- Балінц (614 осіб)
- Бодо (480 осіб)
- Тирговіште (391 особа)
- Федімак (266 осіб)

Комуна розташована на відстані 366 км на північний захід від Бухареста, 48 км на схід від Тімішоари.

## Населення
За даними перепису населення 2002 року у комуні проживала 1751 особа.
Національний склад населення комуни:
| Національність | Кількість осіб | Відсоток |
| -------------- | -------------- | -------- |
| румуни         | 1181           | 67,4%    |
| угорці         | 477            | 27,2%    |
| цигани         | 68             | 3,9%     |
| українці       | 16             | 0,9%     |
| німці          | 7              | 0,4%     |
| серби          | 1              | 0,1%     |
| словаки        | 1              | 0,1%     |

Рідною мовою назвали:
| Мова       | Кількість осіб | Відсоток |
| ---------- | -------------- | -------- |
| румунська  | 1193           | 68,1%    |
| угорська   | 477            | 27,2%    |
| циганська  | 61             | 3,5%     |
| українська | 14             | 0,8%     |
| німецька   | 4              | 0,2%     |
| сербська   | 1              | 0,1%     |
| словацька  | 1              | 0,1%     |

Склад населення комуни за віросповіданням:
| Релігія        | Кількість осіб | Відсоток |
| -------------- | -------------- | -------- |
| православні    | 1175           | 67,1%    |
| реформати      | 396            | 22,6%    |
| греко-католики | 73             | 4,2%     |
| римо-католики  | 65             | 3,7%     |
| п'ятдесятники  | 14             | 0,8%     |
| баптисти       | 7              | 0,4%     |
| адвентисти     | 7              | 0,4%     |
| унітарії       | 1              | 0,1%     |